# August Leibrock
Johann Ludwig August Leibrock (* 27. November 1782 in Blankenburg (Harz); † 18. März 1853 in Braunschweig) war ein deutscher Schriftsteller, Lehrer, Verleger sowie Buch- und Musikalienhändler. Er verfasste Ritter-, Räuber- und Schauerromane, die sich zu seiner Zeit einer großen Beliebtheit erfreuten.

## Leben
August Leibrock kam 1782 in Blankenburg im Fürstentum Braunschweig-Wolfenbüttel als Sohn des Leinewebers Christian Ludwig Leibrock († 1821) und dessen Ehefrau Joh. Marie († 1841), geborene Wulfert, zur Welt. Er besuchte die Bürgerschule in Blankenburg und nachfolgend das Gymnasium Katharineum in Braunschweig, das er jedoch nicht abschloss. Er heiratete am 8. September 1810 in Blankenburg Johanne Aug. Vict. Proha, Tochter des Braunschweiger Handschuhfabrikanten Aug. Siegfr. Proha. Leibrock lebte ab 1813 dauerhaft in Braunschweig, wo er bis 1827 als Privat- und Schullehrer arbeitete. Nachfolgend betrieb er gemeinsam mit seiner Frau eine Leihbibliothek.
Leibrock war auch schriftstellerisch tätig und veröffentlichte ab 1818 jedes Jahr, außer 1849, einen oder mehrere Unterhaltungsromane für ein breites Publikum. Bis zu seinem Tod entstanden 79 Werke in 139 Bänden. Leibrock wählte historische Stoffe, die häufig im Mittelalter spielen. Unter den Schauplätzen sind Italien und Spanien, als auch seine braunschweigische Heimat.
August Leibrock starb im März 1853 im Alter von 70 Jahren in Braunschweig. Seine Witwe führte die Leihbibliothek bis 1865 fort und starb 1874.

### Familie
Leibrocks ältester Sohn Adolf († 1886) wurde als Kammermusiker in Braunschweig, als Komponist und Verfasser musiktheoretischer Schriften bekannt. Der zweite Sohn Eduard († 1873) war als Verleger und Buchhändler in Braunschweig tätig. August Leibrock († 1880), dritter Sohn, war Artillerieoffizier in Russland und wurde in den Adelsstand erhoben. Ein Neffe August Leibrocks war der 1819 geborene und als Harzschriftsteller bekannt gewordene Gustav Adolf Friedrich August Leibrock.

## Werke (Auswahl)
- Wilhelm von Barnholm und Emilie Liebreiz oder die Gewalt der Liebe. Braunschweig 1818.
- Aranzo, der edle Räuberhauptmann. Ein Schrecken in Spaniens Thälern und Gebürgen. 2 Bde., Leipzig 1820.
- Therese von Bornthal : eine wahre Geschichte erzählt. Kollmann, Leipzig 1823.
- Otto von Wölfenstein oder die Schauderthat in der Geisterkapelle : eine Rittergeschichte. Kollmann, Leipzig 1825.
- Isidorens Gräfinn von Sigowin drei merkwürdigste Lebensjahre, verflochten in die Begebenheiten eines Räubers : eine romantische Geschichte. Kollmann, Leipzig 1826.
- Die furchtbaren Erscheinungen in der Sanct-Annen-Capelle des Clarissenklosters zu Neapel : eine Klostergeschichte. Kollmann, Leipzig 1829.
- Carlos de Mansora : Cheff eines spanischen Insurgenten-Corps, während des französischen Kriegs in Spanien. Kollmann, Leipzig 1830.
- Das Turnier zu Goslar : oder: Kaiser Otto und seine Schützlinge ; eine Geschichte der Vorzeit. Kollmann, Leipzig 1830.
- Matthias Klostermeier der furchtbare Wildschützenhauptmann im Baiernland : ein Seitenstück zum Hundssattler ; nach den Criminal-Akten neu bearbeitet. Kollmann, Leipzig 1833.
- Willfried und Bertha : ein Gemälde der Barbarei des 12. Jahrhunderts. Kollmann, Leipzig 1833.
- Adelbert und Rosamunde. Eine Geschichte aus den letzten beiden Jahren des dreißigjährigen Krieges.  Kollmann, Leipzig 1853.